# 조지프 히스
조지프 히스(Joseph Heath, 1967년 ~ )는 캐나다 토론토 대학의 철학 교수이자 철학자다.  행위 이론, 기업 윤리, 비판 이론, 정치철학 등의 분야를 주로 연구하며, 《혁명을 팝니다》,《계몽주의 2.0》과 같은 저작으로 알려져 있다. 

## 간행물

### 주요 저서
- 《혁명을 팝니다》, 조지프 히스·앤드류 포터 공저, 윤미경 옮김, 마티, 2004년
- 《자본주의를 의심하는 이들을 위한 경제학》, 노시내 옮김, 마티, 2009년
- 《계몽주의 2.0》김승진 옮김, 이마, 2017년